# Superfruit
Superfruit (adesea stilizat ca SUP3RFRUIT) este un duo american de muzică și comedie format din Mitch Grassi și Scott Hoying, ambii cunoscuți ca membri ai grupului a cappella Pentatonix; este, de asemenea, numele spectacolului lor de comedie, care este prezentat pe canalul lor de YouTube eponim.
Canalul Superfruit a fost creat pe 4 august 2013, Grassi și Hoying concentrându-se inițial în principal pe vlog-uri orientate spre umor, în timp ce interpretau în mod regulat muzică, în mare parte o copertă capella sau potpuriuri în stilul Pentatonix.
Cei doi s-au implicat mai mult în activități muzicale în 2016, cu lansările primelor lor piese originale, „Bad 4 Us” pe 18 octombrie și „Sweet Life”, pe 15 noiembrie. Pe 30 iunie 2017, Mitch și Scott au lansat primul lor EP, Future Friends: Partea întâi, urmată pe 15 septembrie atât de EP-urile Future Friends: Partea a doua, cât și Future Friends, care au acționat ca o compilație care conține ambele EP-uri și ca primul album de studio al Superfruit. Sunetul Superfruit diferă de lucrarea lor capella cu Pentatonix, deoarece folosesc instrumente, cu o prezență puternică a instrumentelor electrice și electronice, cum ar fi sintetizatoarele, păstrând în același timp stilul pop obișnuit, orientat spre melodie.
Din februarie 2019, canalul are peste 2,5 milioane de abonați și a acumulat peste 392 milioane de vizualizări.

## Formare
Conform lui Grassi, el și Hoying au fost într-o zi la IHOP și amândoi au discutat despre modul în care doreau să-și pornească individual canale de YouTube. Au decis să lanseze unul împreună. Scott a precizat că numele de Superfruit „ia trecut întâmplător prin mintea lui Mitch”. Primul videoclip Superfruit a fost lansat pe 13 august 2013.

## Conținut video
Superfruit constă în principal din vlog-uri despre viața de zi cu zi a duo-ului și diverse jocuri și competiții casual, dar canalul oferă și o serie de proiecte muzicale. Atât Grassi, cât și Hoying se identifică ca fiind gay. Deși nu se întâlnesc, perechea și-a dat numele de Scömìche pentru a-și reprezenta legătura. Împreună, au avut o pisică pe nume Wyatt Blue Grassi-Hoying, care obișnuia să apară într-o serie de videoclipuri și logo-uri, până când a fost dată spre adopție (datorită programului ocupat al lui Mitch și Scott). Majoritatea videoclipurilor sunt doar despre Hoying și Grassi, cu toate că mai multe includ alți artiști sau invitați.

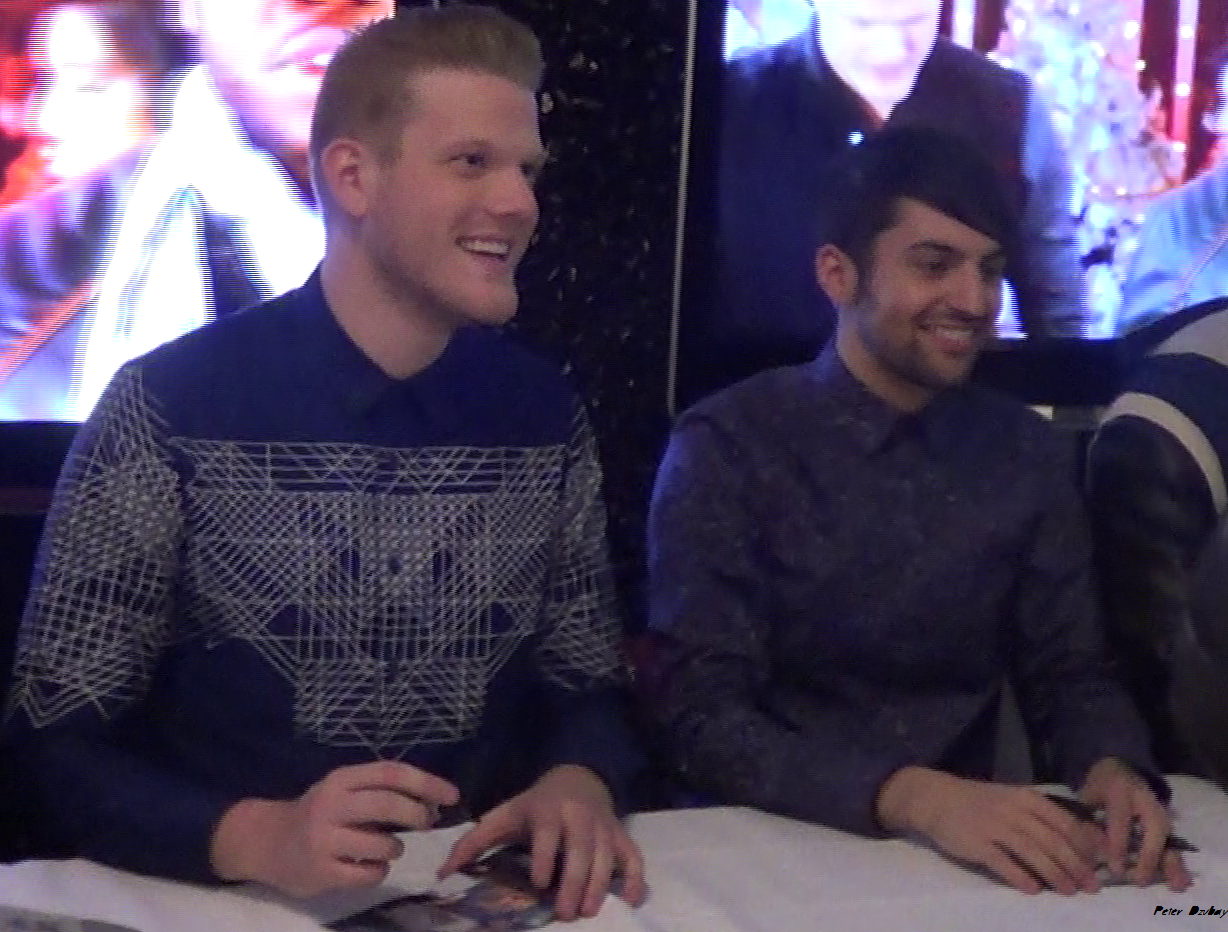
Hoying (stânga) și Grassi (dreapta) la o semnare la New York în 2014.

## Discografie
Albume de studio
- Future Friends (2017)

EPs
- Future Friends – Prima parte (2017)
- Future Friends – A doua parte (2017)

## Tururi
- Turul Future Friends (2018)

## Alte lucrări notabile
În afara canalului lor de YouTube, Grassi și Hoying au promovat filmul SpongeBob: Sponge Out of Water ca Superfruit cu o reclamă MTV în care Grassi își face un tatuaj cu SpongeBob pe braț.
În calitate de Superfruit, Grassi și Hoying au apărut în The Grace Helbig Show.
Începând cu 2017, Mitch și Scott au început să colaboreze cu alți artiști; au apărut în Betty Who „Frumoasa” din cel de-al doilea album de studio The Valley, creditat ca „Superfruit”. În plus, cei doi au cântat alături de colega lor din Pentatonix, Kirstin Maldonado, în „Black and White” al lui Todrick Hall, din ediția de lux a lui Straight Outta Oz, toți cei trei artiști cu rol colectiv fiind acreditați drept „Superfruit”.
Aceștia au fost invitați speciali pe celebrul canal de YouTube Good Mythical Morning, în ianuarie 2018, unde au jucat „Duo sau Don't-O Challenge”.

## Premii și nominalizări
| An   | Categorie                                         | Lucrare    | Rezultat |
| ---- | ------------------------------------------------- | ---------- | -------- |
| 2017 | Cea mai bună coregrafie într-un videoclip muzical | Sweet Life | Câștigat |

## Legături externe
- SUP3RFRUIT